# Jurij Bilonoh
Jurij Bilonoh (ukrainska: Юріи Білоног), född den 9 mars 1974 i Bilopillja vid Sumy, Ukrainska SSR, Sovjetunionen, är en ukrainsk friidrottare som tävlar i kulstötning.
Bilonohs genombrott kom vid VM inomhus 1997 där han blev världsmästare i kulstötning. Vid  VM utomhus 1997 i Aten gick han till final och slutade fyra. 1999 slutade han trea på VM inomhus och samma år blev han femma vid VM utomhus i Sevilla. 
Bilonohs första olympiska deltagande var vid Olympiska sommarspelen 2000 i Sydney där han blev femma. En placering sämre nådde han vid VM 2001 i Edmonton då han slutade på sjätte plats. EM 2002 i München blev ett steg framåt i karriären då han vann guld. I tävlingen stötte han 21,37 vilket bara var två decimeter från hans då gällande personliga rekord. 
Under 2003 blev han bronsmedaljör vid VM inomhus, och utomhus förbättrade han också sitt personliga rekord till 21,81 vid tävlingar i Kiev. Han deltog även vid VM i Paris där han slutade trea. 
Bilonohs andra olympiska spel innebar karriärens största framgång när han i sista stöten vann olympiskt guld i Aten med en stöt på 21,16. Detta tangerade Adam Nelsons ledarresultat men innebar guld då amerikanen enbart hade en giltig stöt och därmed förlorade på sämre andrastöt. 
Vid VM 2005 i Helsingfors slutade han på en fjärde plats och vid EM 2006 blev det en sjätte plats. 
Bilonoh deltog även vid Olympiska sommarspelen 2008 i Peking där han slutade på sjätte plats i finalen.
Bilonoh bodde och tränade i svartahavsstaden Odessa under sin aktiva karriär.
2012 meddelade Internationella Olympiska Kommittén (IOC) att noggrannare analyser gjorts av dopingprover från Aten 2004. Både Bilonohs A- och B-prov visade spår av anabola steroider vilket ledde till diskvalifikation och krav om återlämnande av guldmedaljen. 
Bilonoh erbjöds närvara vid analys av B-provet och ordnade visum för resan, men efter att IOC ändrat datum för dessa ansåg Bilonoh sig inte ha möjlighet att få ledigt från sin arbetsgivare för att åka till laboratoriet i Schweiz.